# Castillo de Narin (Irán)
El castillo de Narin (en persa : نارین قلعه, Narin Qal'eh) o castillo de Naryn es un fuerte o castillo hecho de adobe en la ciudad de Meybod, Irán. Se desconoce el año de su construcción, las estimaciones sobre este dato tienen un rango muy amplio, de entre hace 2.000 y 6.000 años. El castillo tiene cuatro torres y 40 metros de altura, contenía un sistema de plomería.

## Arquitectura
Las ruinas de la estructura tienen 40 metros de altura desde su base. Aunque se construyó entre hace 2,000 y 6,000 años, algunos autores han llegado a estimar su construcción hace 7,000 años. contiene lo que parece ser un tipo de sistema de plomería (hecho de una especie de mortero llamado sarooj) que se construyó entre sus enormes paredes. Peculiarmente similar en diseño al palacio de Ali Qapu de Isfahán, tiene una terraza en lo alto de la estructura cuya circulación es proporcionada por dos escaleras helicoidales (cuyas paredes se han derrumbado, haciéndola inaccesible). La estructura también tiene una gran cámara subterránea (ahora llena de escombros), que posiblemente fue utilizada como prisión. Cuatro torres rodean todo el conjunto y una gran puerta da acceso a un gran patio.
Este edificio ha sido construido como una antigua fortaleza con tres pisos diferentes, cada uno para una clase social distinta.
Estructuras como el Castillo de Narin constituyeron el bastión del gobierno en algunas de las ciudades más antiguas (preislámicas) del centro de Irán. Algunos de estos castillos incorporan ladrillos de barro del período medio y de las dinastías aqueménida y sasánida.
Algunos creen que los castillos de Narin son descendientes de los antiguos templos de fuego de Zoroastro. Algunos de los castillos de Narin y Meybod, en la provincia de Yazd, también se denominan castillos nareng (castillos naranjas), posiblemente por etimología popular.

## Condiciones actuales
El castillo de Narin está actualmente en estudio, pero ha sido complicado. La estructura parece haber sido afectada por numerosos terremotos a lo largo de los siglos.
A pesar de que todas las puertas exteriores han sido destruidas, el castillo interior todavía existe. Aún se pueden ver algunas de las paredes exteriores.

## Galería

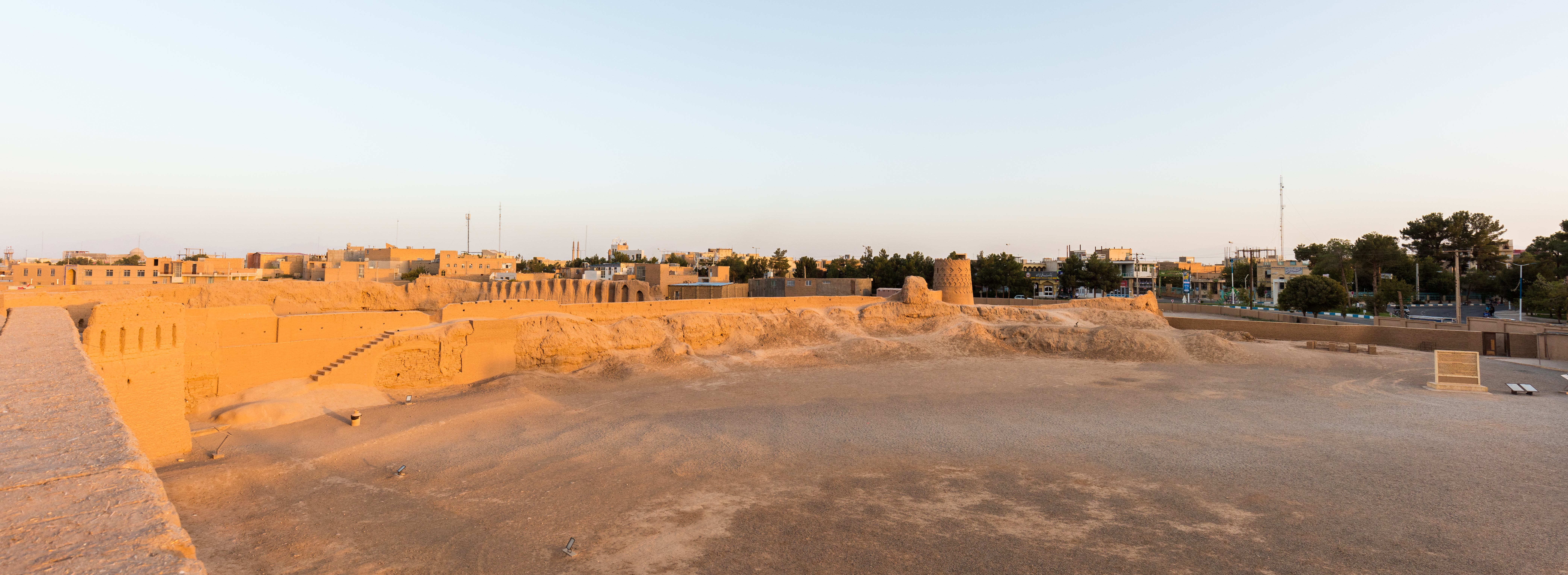
Vista del patio
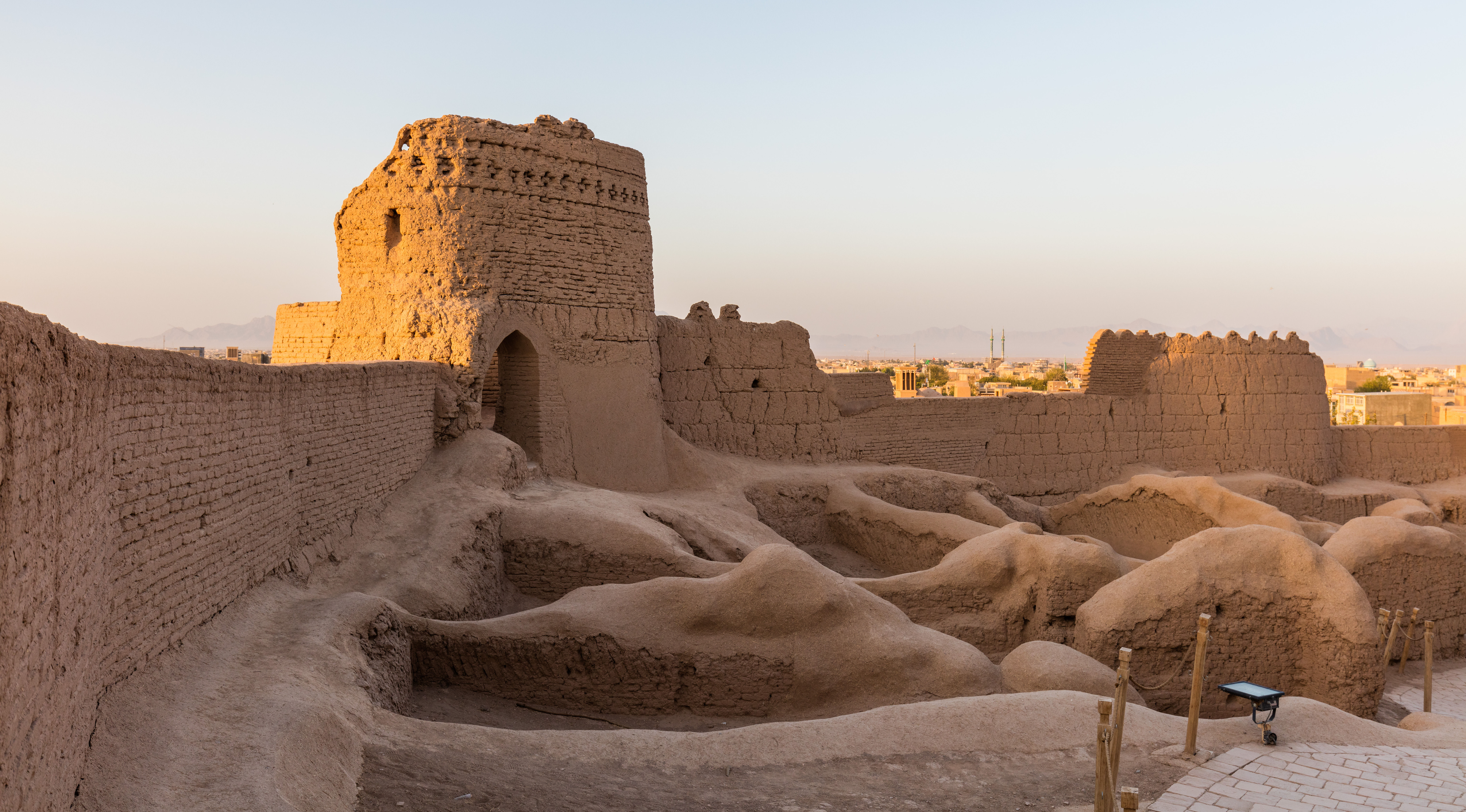
Interior de la ciudadela
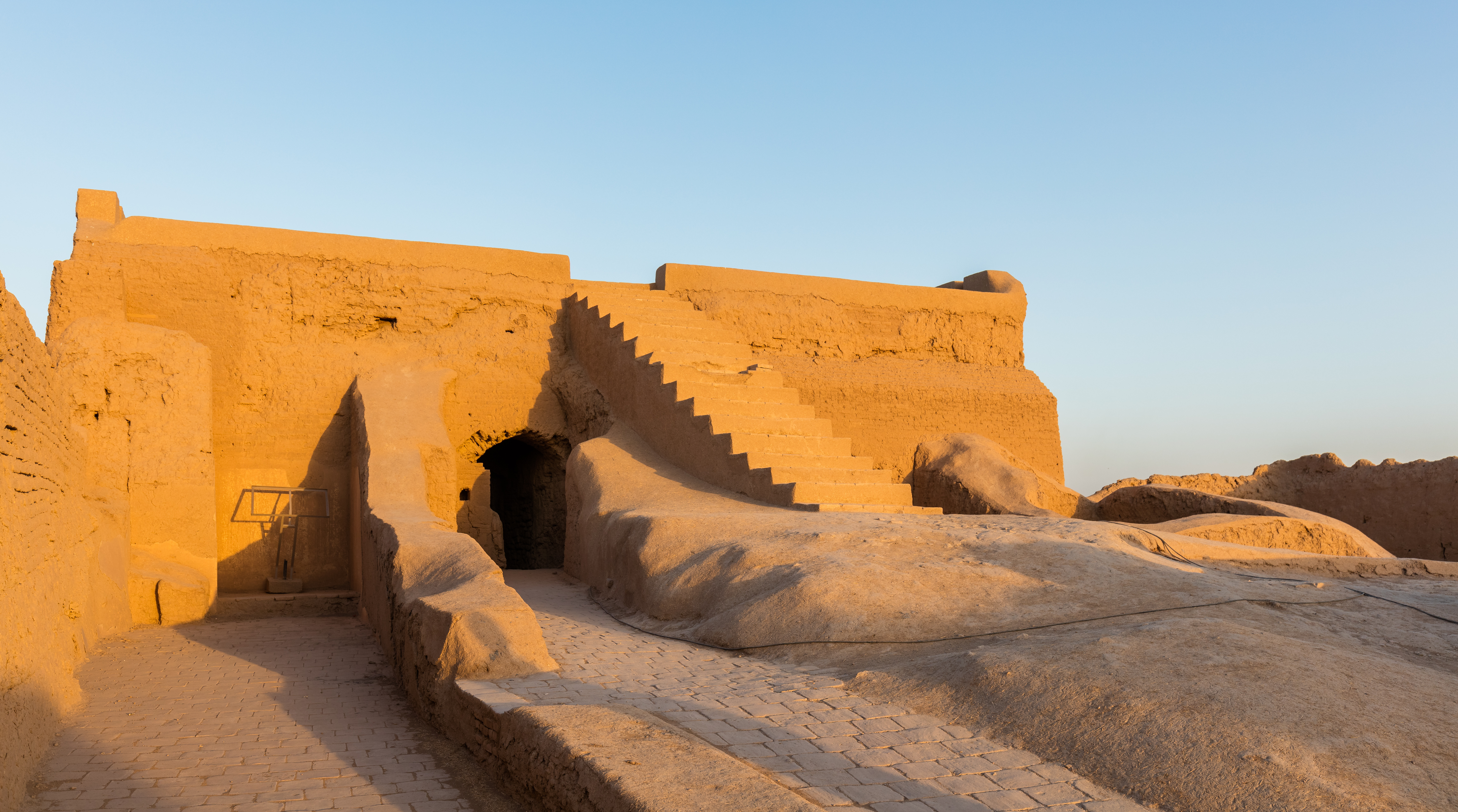
Zona superior
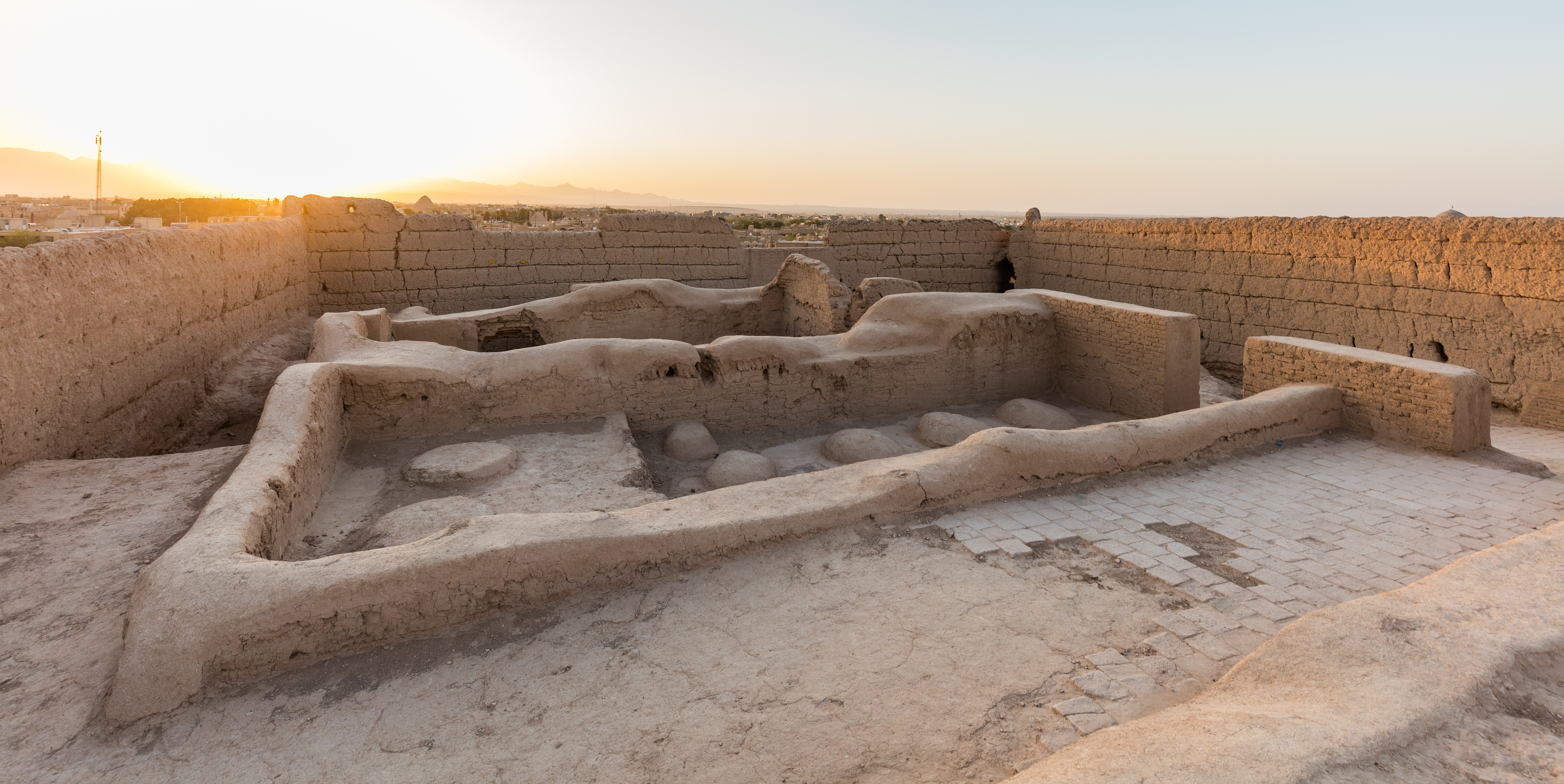
Ruinas de un edificio antiguo
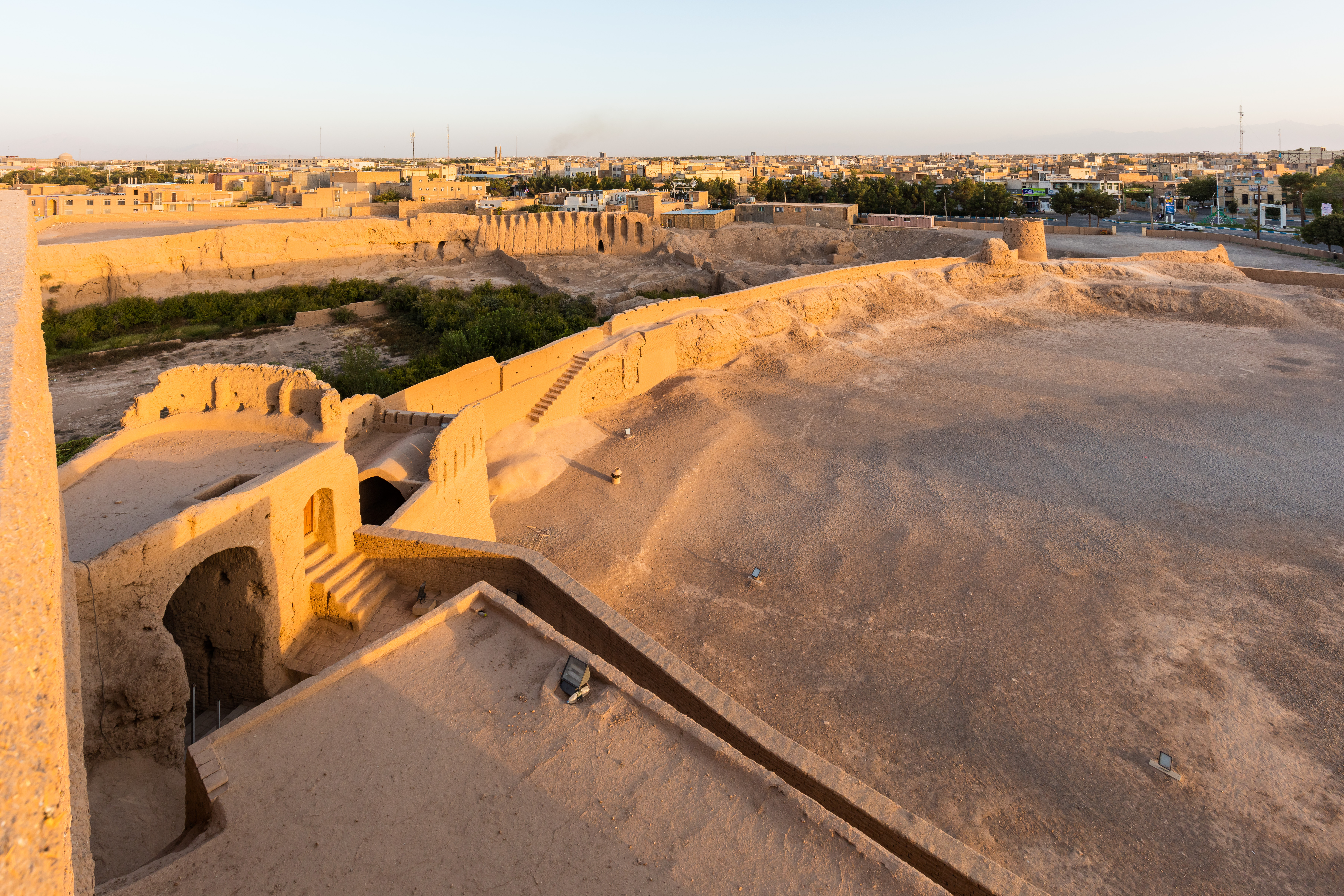
Vista desde arriba
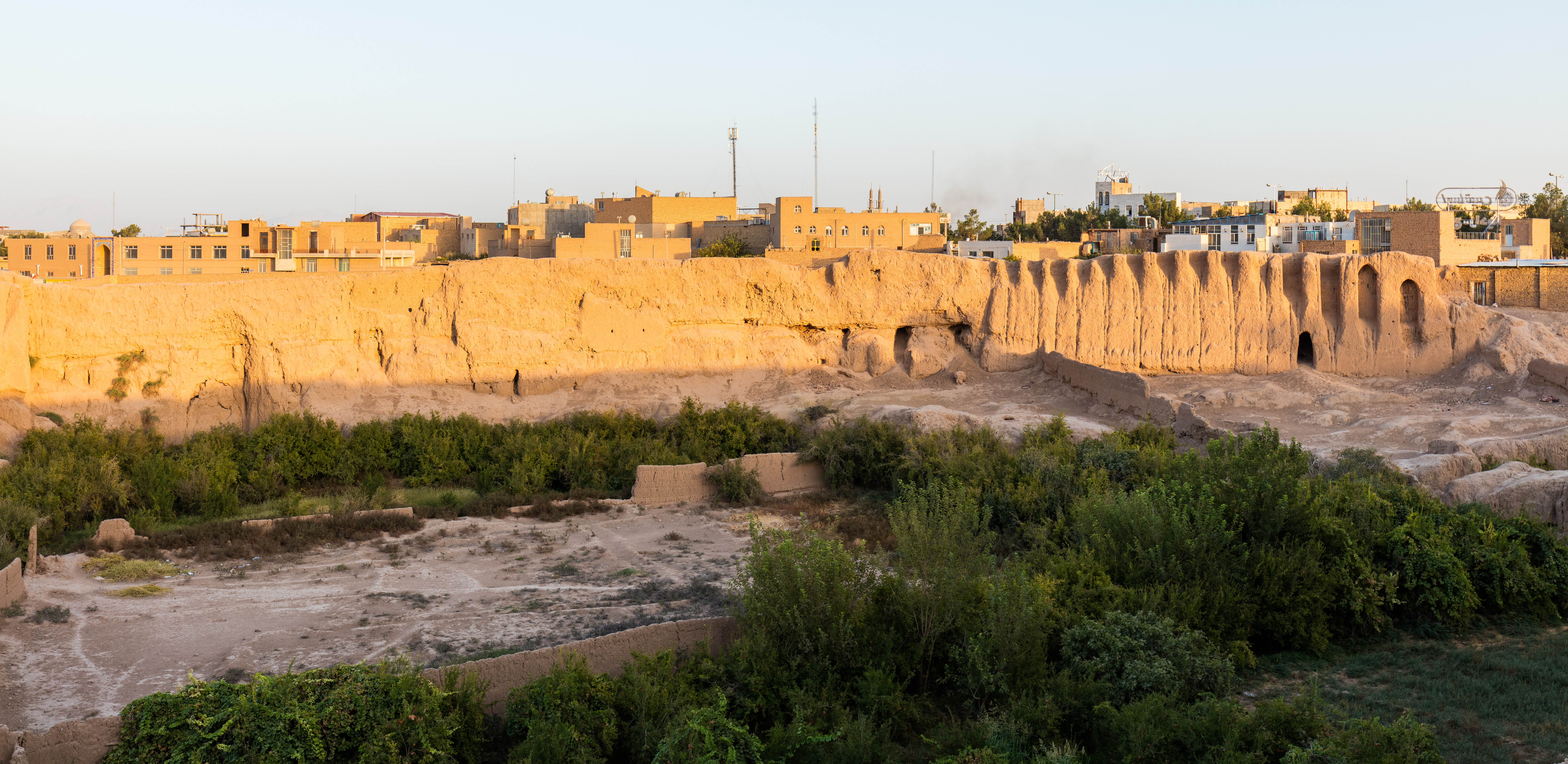
Vista de Meybod desde la ciudadela
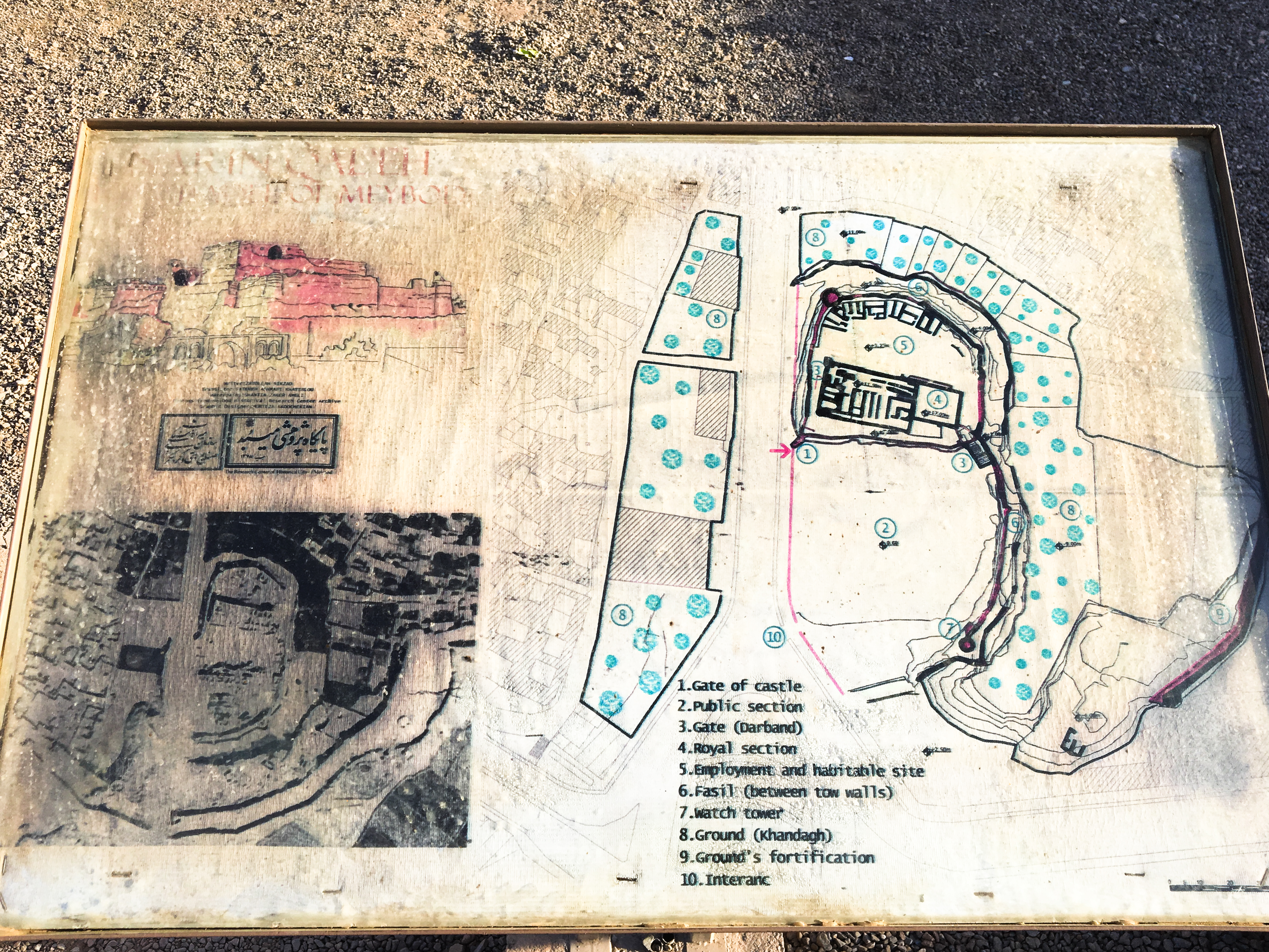
Mapa del Narin Qal'eh o Castillo de Narin
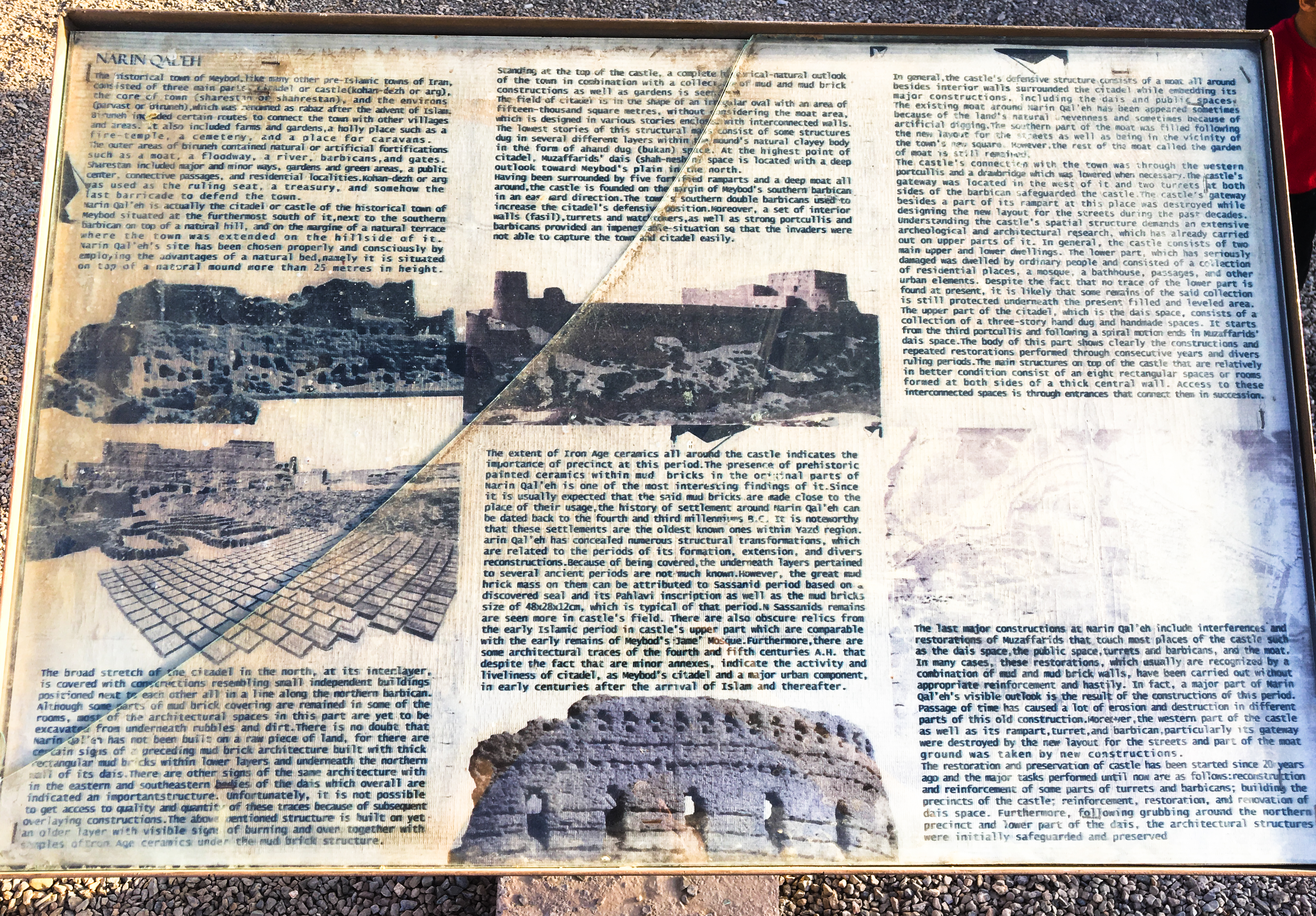
Historia del Narin Qal'eh o Castillo de Narin para visitantes
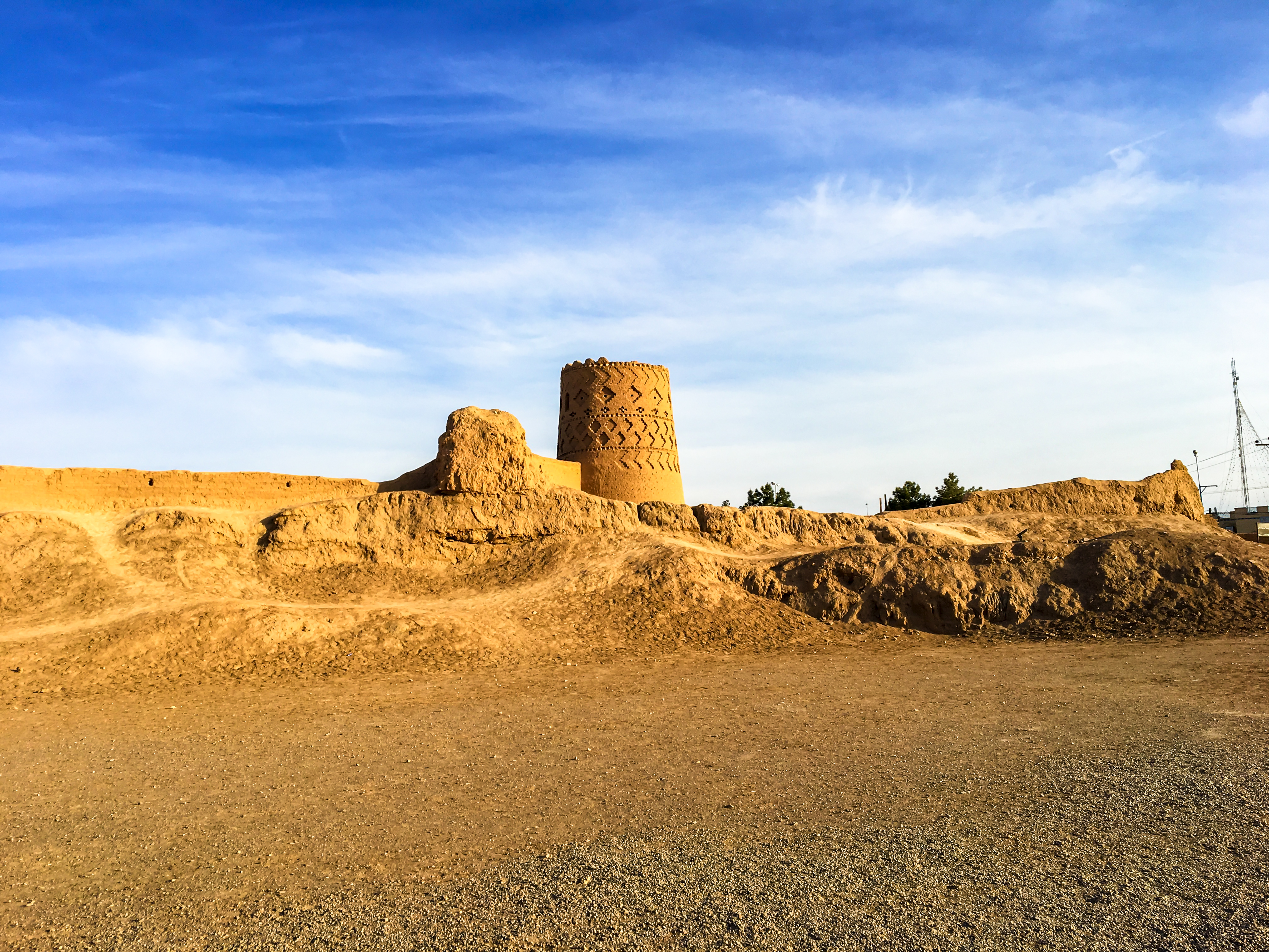
Vista desde el castillo hasta el patio delantero
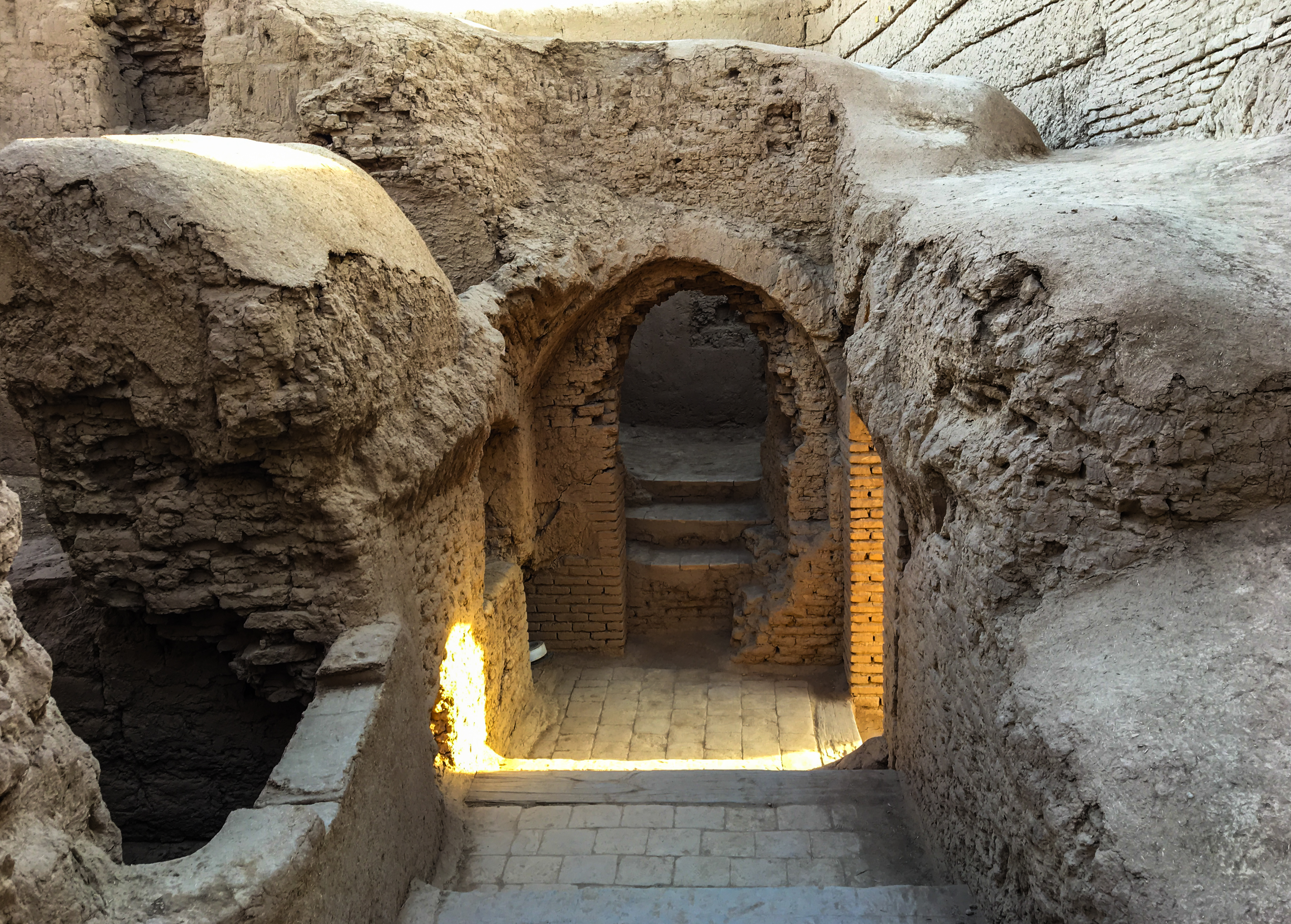
Parte del castillo por dentro
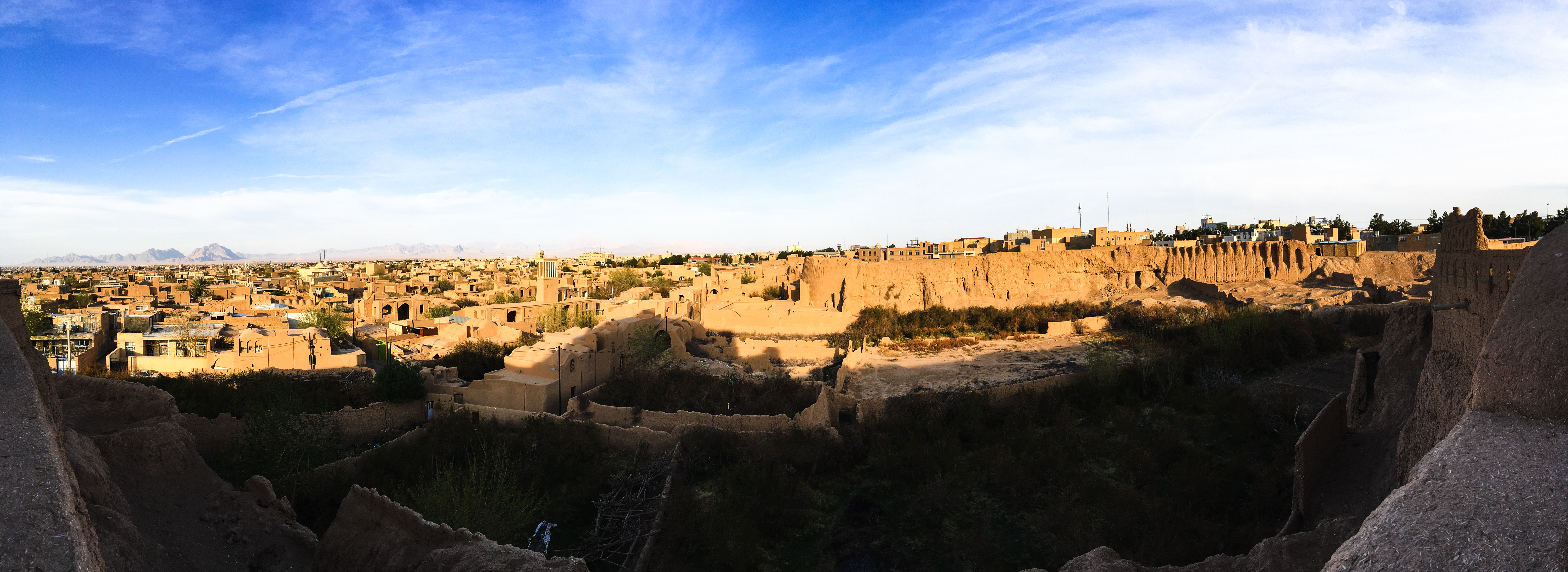
Vista panorámica de Meybod y la captura de la parte trasera del castillo desde la parte alta del castillo
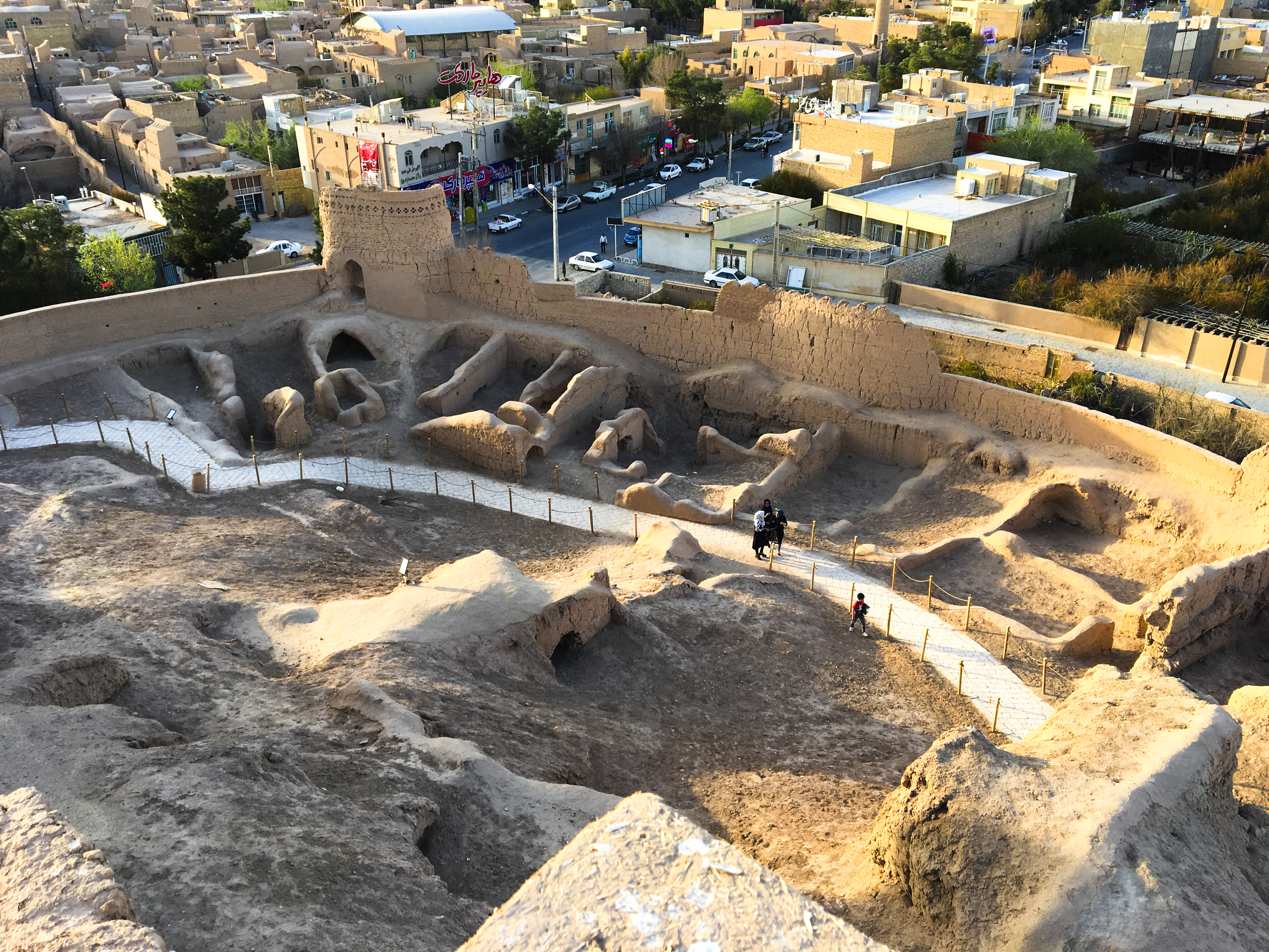
Vista del castillo desde adentro
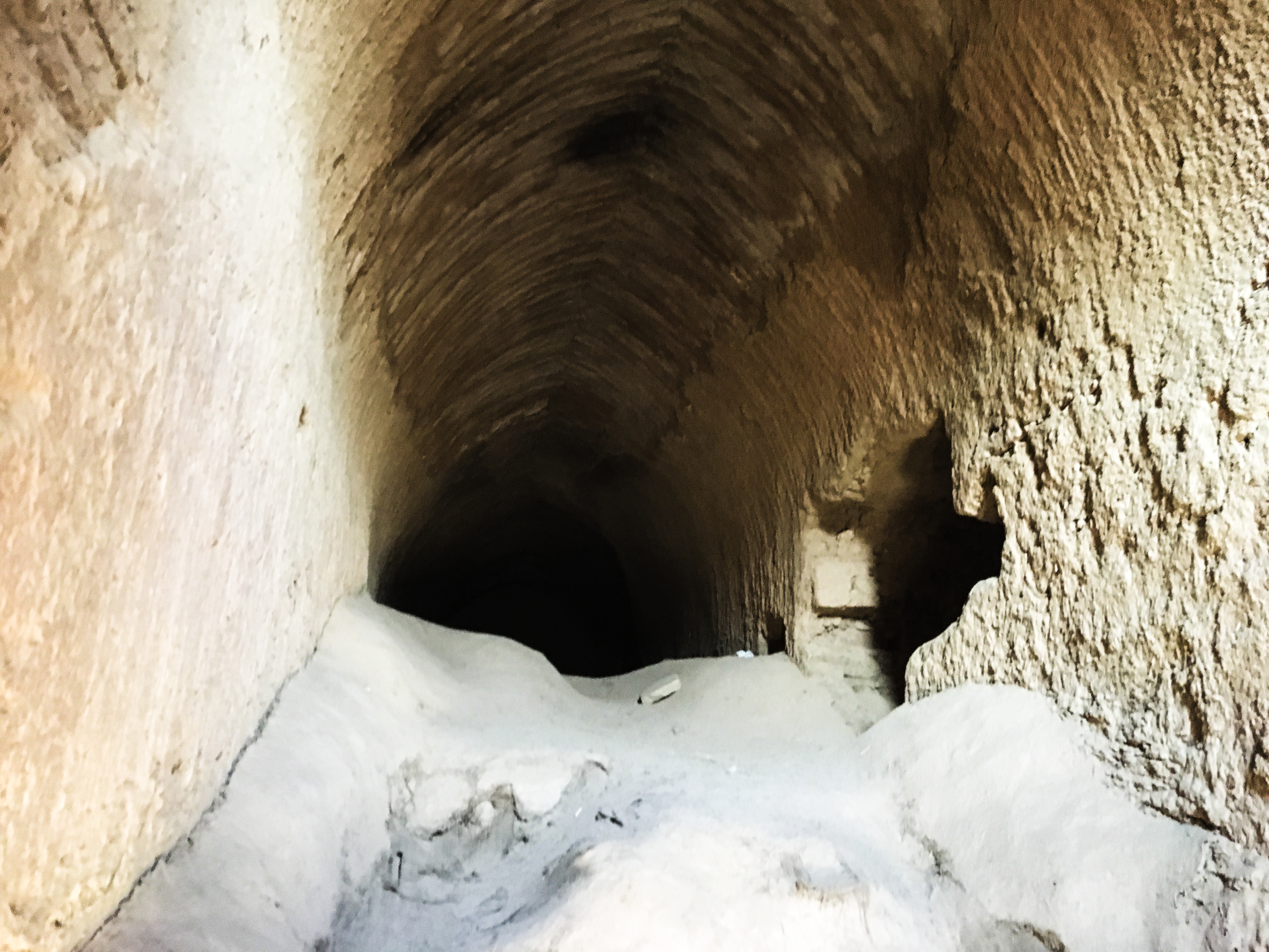
Algunos túneles dentro del castillo
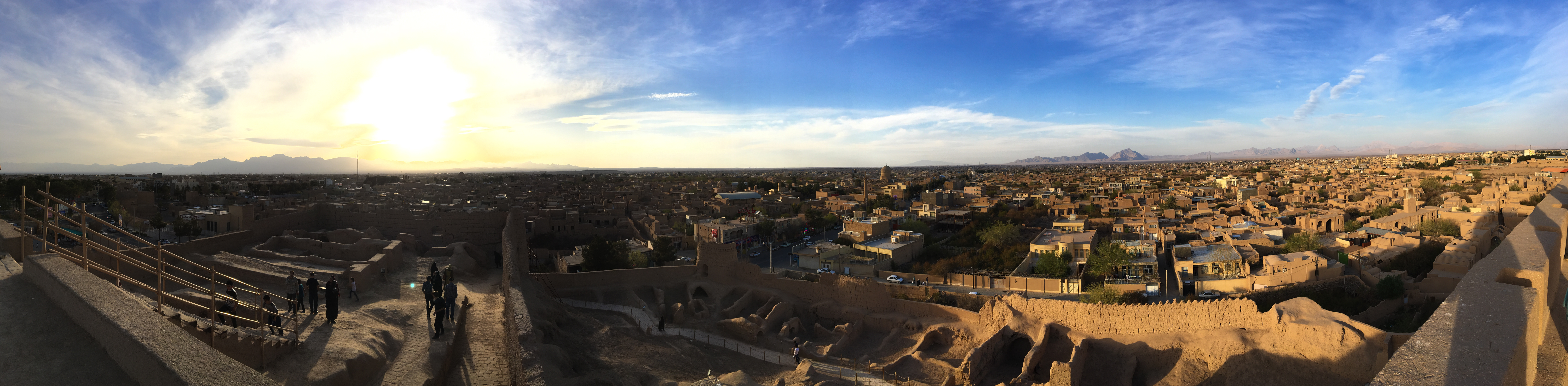
Vista panorámica de Meybod desde el Castillo
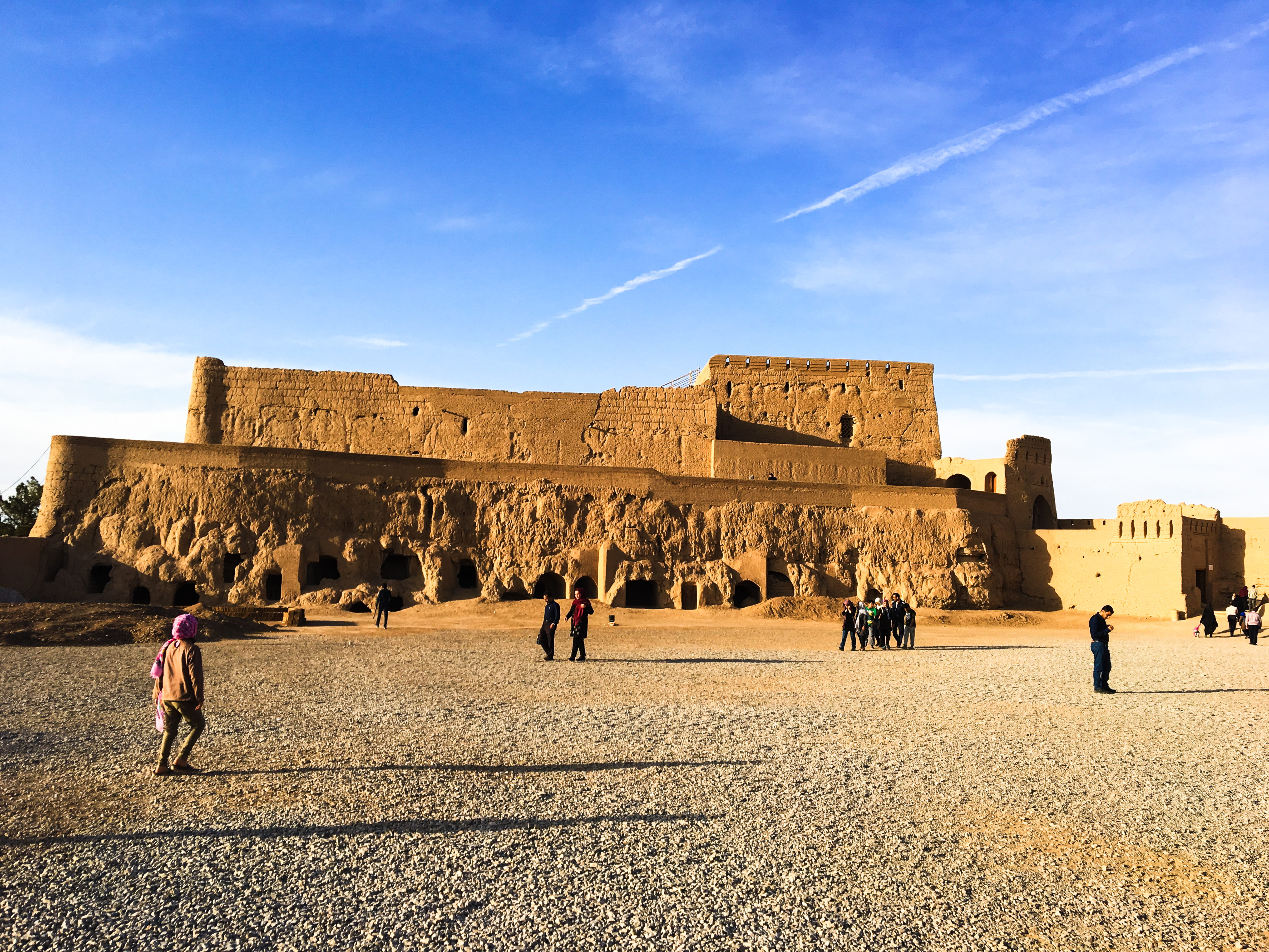
Narin Qal'eh o Castillo de Narin